# Zabłocie (rejon wilejski)
Zabłocie (biał. Забалацце; ros. Заболотье) – wieś na Białorusi, w obwodzie mińskim, w rejonie wilejskim, w sielsowiecie Ilja.

## Historia
W czasach zaborów wieś w okręgu wiejskim Starzynki, w gminie Krajsk, w powiecie wilejskim, w guberni wileńskiej Imperium Rosyjskiego. W 1866 roku liczyła 95 mieszkańców (54 dusze rewizyjne) w 11 domach. Należała do Wierzbickich.
W latach 1921–1945 wieś leżała w Polsce, w województwie wileńskim, w powiecie wilejskim, w gminie Olkowicze, od 1926 roku w gminie Dołhinów.
Według Powszechnego Spisu Ludności z 1921 roku zamieszkiwały tu 177 osób, 5 było wyznania rzymskokatolickiego a 172 białoruskiego. Jednocześnie wszyscy mieszkańcy zadeklarowali polską przynależność narodową. Było tu 31 budynków mieszkalnych. W 1931 w 37 domach zamieszkiwało 198 osób.
Wierni należeli do parafii rzymskokatolickiej w Olkowiczach i prawosławnej w Dołhinowie. Miejscowość podlegała pod Sąd Grodzki w Krzywiczach i Okręgowy w Wilnie; właściwy urząd pocztowy mieścił się w Dołhinowie.
W wyniku napaści ZSRR na Polskę we wrześniu 1939 miejscowość znalazła się pod okupacją sowiecką. 2 listopada została włączona do Białoruskiej SRR. Od czerwca 1941 roku pod okupacją niemiecką. W 1944 miejscowość została ponownie zajęta przez wojska sowieckie i włączona do Białoruskiej SRR.
Od 1991 w składzie niepodległej Białorusi.